# Македонски юнак
„Македонски юнак“ е българско юнашко дружество, съществувало в Дупница, България. Дружеството е основано на 1 август 1906 година. Негов пръв председател е Владислав Каранов, подпредседател е Васил Янков, деловодител – Димитър Янков, касиер – Д. Бащавелов, домакин – Стефан Иванов, главатар – Георги Шишков, подглаватар – Крум Иванов, а помощници са Георги Манов и Александър Янкулов. Изработено е дружествено знаме от червен плат, на което на аверса пише „Дубнишко гимнастическо дружество „Македонски юнак“ юлий 1906 Дупница“ и е изобразен млад мъж, веещ българско знаме с лъв до него. На реверса има надпис „Отечество Сила Приятелство“ и гимнастически уреди. Химн на дружеството е революционният марш „Изгрей зора на свободата“.

## История
„Македонски юнак“ участва на Четвъртия юнашки събор от 22 – 24 април 1907 година в Русе. По-късно същата година участва на Петия всесоколски събор в Прага, тогава негов председател е Димитър Янков. В началото на 1908 година се формират две девически чети с общ брой около 120 момичета. През февруари „Македонски юнак“ спомага за създаване на „Руенски юнак“, Бобошево, а през август 1908 година посещават тържествено Горна Джумая. През април 1909 година дружеството организира екскурзия до Сапаревските бани, където заедно с „Осоговски юнак“ (Кюстендил) и „Софийски юнак“ правят своеобразен юнашки събор. „Македонски юнак“ заедно с „Руенски юнак“ и „Рилски юнак“, Рила, посещават Одеса, Русия. По това време главатар е учителят Димитър Рохов.
През 1910 година за главатар е избран Константин Абаджиев, който ръководи дружеството на Петия соколо-юнашки събор в София от 26 – 30 юни 1910 година. През 1911 година участват на Втория соколски хърватски събор в Загреб от 31 юли до 3 август. През 1912 година дружеството участва на Шестия всесоколски събор в Прага от 14 – 18 юни. През 1914 година дружеството участва в Седмия извънреден юнашки конгрес в София.
След края на Първата световна война дружеството постепенно възстановя дейността си. Започват да се организират занимания с кънки и ски през зимата, екскурзии в планината и други туристически екскурзии. Председател е Георги Шишков, а общият брой на членовете надхвърля 100 души. От 1922 година дългогодишен председател е Димитър Ушев. След Деветнадесетомайския преврат от 1934 година за председател е избран генерал Димитър Настев. През 1936 година членове на дружеството участват в щафетата за пренос на преминаващия през Дупница олимпийски огън от Атина до Берлин за Летните олимпийски игри. През 1942 година дружеството участва в Десетия съюзен юнашки събор в Битоля. Дружеството е закрито през 1947 година, след което е образуван спортен клуб „Марек“ от юнашкото дружество и футболните отбори Славия, Атлетик и Левски.